# Port lotniczy Aleppo
Port lotniczy Aleppo (kod IATA: ALP, kod ICAO: OSAP) – międzynarodowe lotnisko w Aleppo na północy Syrii. Jest to drugi węzeł linii lotniczej Syrian Air.

## Historia
W latach 2012–2020 funkcjonowanie lotniska było zawieszone z powodu walk toczących się o miasto. Po ośmioletniej przerwie loty z Damaszku do Aleppo przywrócono w lutym 2020. Od 2022 lotnisko stało się celem wielokrotnych ataków ze strony Izraela.
W listopadzie 2024 lotnisko zostało zajęte przez wojska Syryjskich Sił Demokratycznych w związku z czym wszystkie połączenia zostały zawieszone. Pierwszy komercyjny lot po upadku rządów Asada odbył się 18 marca 2025, był to zrealizowany przez Syrian Air lot z Damaszku.

## Linie lotnicze i połączenia
| Linia Lotnicza  | Kierunek    |
| --------------- | ----------- |
| Fly Cham        | 1. Szardża  |
| Royal Jordanian | 1. Amman    |
| Syrian Air      | 1. Damaszek |